# HD 13189
HD 13189 — звезда в созвездии Треугольник на расстоянии около 603 световых лет от Солнечной системы. Вокруг звезды обращается, как минимум, одна планета .

## Характеристики
Звезда представляет собой оранжевый гигант спектрального класса K1II-III с массой и радиусом около 5 и 45,5 солнечных соответственно. Температура поверхности звезды значительно холоднее солнечной и составляет 4900 K, что характерно для звёзд подобного класса. До превращения в оранжевого гиганта HD 13189 была звездой главной последовательности спектрального класса В и массой 6-7 солнечных. HD 13189 приближается к финальной стадии своего жизненного цикла. Через несколько миллионов лет запасы водорода в недрах звезды иссякнут, и она станет красным гигантом, после чего сбросит внешние слои и превратится в относительно массивный белый карлик, согласно существующей модели звёздной эволюции.

## Планетная система
В 2005 году группой астрономов из Техаса было объявлено об открытии массивного объекта в системе HD 13189. Он представляет собой массивный газовый гигант или лёгкий коричневый карлик массой в 8-20 масс Юпитера. Объект находится на среднем расстоянии 1,85 а.е от родительской звезды и совершает полный оборот за 472 дня. Открытие планеты было совершено методом Доплера.